# أتليتيكو كولون
كولون دو سانتا في (بالإسبانية: Colón de Santa Fe)‏ (تلفظ بالإسبانية: ‎/koˈlon de santa ˈfe/‏) أو كما يُعرف اختصارًا باسم أتليتيكو كولون (بالإسبانية: Atlético Colón)‏ (تلفظ بالإسبانية: ‎/ˈkluβ aˈtletiko koˈlon/‏)، هو نادٍ رياضي أرجنتيني، تأسس في 5 مايو 1905، ويقع مقره في مدينة سانتا في، ويلعب في دوري الدرجة الأولى الأرجنتيني، دوري كرة القدم الأعلى في الأرجنتين.

## التاريخ
تأسس النادي في 5 مايو 1905 باسم "Colón Foot-ball Club" من قبل مجموعة من الأصدقاء المتحمسين لكرة القدم. سمي النادي على اسم كريستوبال كولون (كريستوفر كولومبوس)، الذي كان أحد الأولاد يدرس سيرته الذاتية في ذلك الوقت.

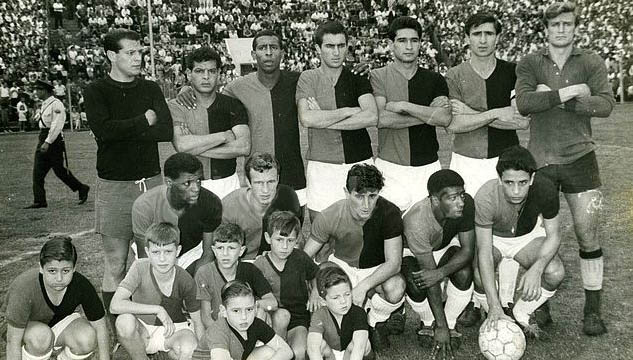
فريق كولون في عام 1965، الفائز بلقب Primera B، ثم صعد إلى Primera División.

فاز كولون بلقب Primera B في عام 1965. كانت المباراة الأولى التي لعبها كولون في Primera ضد نادي تشاكاريتا جيونيورز في 6 مايو 1966، أنهى كولون الموسم الأول في المستوى الأعلى في المركز السادس عشر،  ولكن في العام التالي تم تغيير هيكل كرة القدم الأرجنتينية بحيث كانت هناك بطولتان في كل موسم، بطولة متروبوليتانو وناسيونال، كانت البطولة ناسيونال في الأصل متاحه فقط لـ فرق متروبوليتانو الأعلى مرتبة. لم يتأهل كولون إلى ناسيونال حتى عام 1968، حيث نجح الفريق في تلك البطولة في الوصول إلى المركز السادس.
احتل كولون المركز الثاني في مجموعته في بطولة ناسيونال في عام 1972. قام الفريق بعمل جيد في بطولة متروبوليتانو في عام 1975، فاحتل المركز السادس، تحسن الأداء بعد عامين، عندما احتل كولون المركز الخامس في متروبوليتانو، على الرغم من أن الفريق عانى في ذلك الوقت في ناسيونال، وصل كولون إلى الأدوار الإقصائية في ناسيونال في عام 1978، لكنه خسر في دور ربع النهائي من ناديإندبندينتي.[بحاجة لمصدر]
هبط كولون من متروبوليتانو في عام 1981 بعد أن فاز في 6 مباريات فقط في ذلك الموسم. أستغرق النادي 14 عامًا للعودة إلى الدرجة الأولى (موسم 1995-96). خلال الفترة الفاصلة، اقترب الفريق من الصعود في عدد من المناسبات، وخسر المباريات التمهيدية في التصفيات في 1988-89 أمام منافسه اللدود يونيون دي سانتا في 3-0 في الإجمالي المباريات، وخسر كولون المباراة الفاصلة للبطولة في 1992-93، بعد هزيمته من قبل بانفيلد، ثم فشل في التأهل من خلال التصفيات الثانوية. [بحاجة لمصدر]
أنهي كولون في المركز الثاني في بطولة كلاوسورا لعام 1997، وهي أعلى مركز للفريق حتى الآن. كما فاز ريفر بليت باللقبيْن في ذلك الموسم، كان من الضروري إجراء مباراة فاصلة بين الوصيفي،  هزم كولون إنديبندينتي 1-0 في ديسمبر 1997، ليتأهل لكوبا ليبرتادوريس 1998.  حقق كولون في موسم 2016-2017 متوسط حضور في الدوري المحلي بلغ 25000 متفرج.

## تصفيات بطولة أمريكا الجنوبية
ظهر كولون لأول مرة في بطولات أمريكا الجنوبية في بطولة كأس الكونميبول 1997، لعب ضد نادي أونيفرسيداد دي تشيلي، وصل النادي بعد ذلك إلى الدور نصف النهائي، ولكنهمخسروا أمام مواطنهم نادي لانوس.[بحاجة لمصدر]
ظهروا لأول مرة في بطولة الأندية الأكثر شهرة في أمريكا الجنوبية (كوبا ليبرتادوريس) في الموسم التالي، خسر مباراتهم الأولى على أرضهم في دور المجموعات أمام ريفر بليت1-2، ثم تأهلوا إلى مراحل خروج المغلوب، وفازواعلى أوليمبيا أسونسيون بركلات الترجيح، وقعوا مرة أخرى في مواجهة ريفر بليت، لكنهم هزموا 5-2 في مجموع المباراتين في الدور ربع النهائي.[بحاجة لمصدر]
تأهل كولون في عام 2003 إلى كوبا سود أمريكانا ثالث مسابقتهم القارية المختلفة، وأنتصروا على فيليز سارزفيلد، ثم خسروا أمام بوكا جونيورز.

## الملعب
ملعب العميد استانيسلاو لوبيز هو الملعب الحالي لنادي أتليتيكو كولون، الذي يتسع لـ 33,500 متفرج، افتتح الملعب عام 1946، وجدد عام 2002.

## اللاعبين

### التشكيلة الحالية
اعتبارًا من 6 ديسمبر 2020:
| الرقم | الجنسية    | المركز | الاسم                |
| ----- | ---------- | ------ | -------------------- |
| 1     | الأوروغواي | حارس   | ليوناردو بوريان      |
| 2     | الأرجنتين  | مدافع  | برونو فيليكس بيانتشي |
| 3     | الأرجنتين  | مدافع  | غونزالو بيوفي        |
| 4     | الأرجنتين  | مدافع  | إيمانويل أوليفيرا    |
| 7     | الأرجنتين  | وسط    | برايان فاريولي       |
| 8     | كولومبيا   | وسط    | يلير أندريس غوز      |
| 9     | الأرجنتين  | مهاجم  | لوكاس فياتري         |
| 10    | الأرجنتين  | مهاجم  | لويس ميغيل رودريغيز  |
| 12    | الأرجنتين  | مهاجم  | توماس تشانكالاي      |
| 13    | الأرجنتين  | مدافع  | أليكس فيغو           |
| 14    | الأرجنتين  | وسط    | فيديريكو ليرتورا     |
| 17    | الأرجنتين  | حارس   | إيغناسيو تشيتشو      |
| 19    | كولومبيا   | مهاجم  | ويلسون موريلو        |
| 21    | الأرجنتين  | مدافع  | إريك ميزا            |
| 22    | الأرجنتين  | حارس   | خواكين فابريسيو هاس  |
| 23    | الأرجنتين  | وسط    | كريستيان برناردي     |
| 26    | الأرجنتين  | مدافع  | كونرادو إيبارا       |

| الرقم | الجنسية   | المركز | الاسم              |
| ----- | --------- | ------ | ------------------ |
| 27    | الأرجنتين | وسط    | غييرمو غونزالفيز   |
| 28    | الأرجنتين | مهاجم  | ناهويل كارسيو      |
| 29    | الأرجنتين | وسط    | رودريغو أليندرو    |
| 30    | الأرجنتين | وسط    | سانتياغو بييروتي   |
| 31    | الأرجنتين | مدافع  | غونزالو إيسكوبار   |
| 32    | الأرجنتين | مهاجم  | توماس ساندوفال     |
| 33    | الأرجنتين | مدافع  | فاكوندو غارسيس     |
| 34    | الأرجنتين | وسط    | ستيفانو مورييلا    |
| 35    | الأرجنتين | وسط    | فاكوندو فارياس     |
| 36    | الأرجنتين | مدافع  | غيان نارديلي       |
| 37    | الأرجنتين | وسط    | آرون مارتينيز      |
| 38    | الأرجنتين | مهاجم  | برايان فرنانديز    |
| 39    | الأرجنتين | مدافع  | لياندرو كويروز     |
| 40    | الأرجنتين | مدافع  | رافاييل ديلغادو    |
| 41    | الأرجنتين | حارس   | فاكوندو ماسويرو    |
| 42    | الأرجنتين | وسط    | دانيلو غوميز       |
| 43    | الأرجنتين | حارس   | ماكسيميليانو برونو |

### اللاعبون المُعارون
ملاحظة: تشير الأعلام إلى المنتخب الوطني على النحو المحدد في قواعد الأهلية للفيفا. قد يحمل اللاعبون أكثر من جنسية واحدة غير تابعة للفيفا.
| الرقم | البلد     | المركز | اللاعب                                                      |
| ----- | --------- | ------ | ----------------------------------------------------------- |
| 2     | الأرجنتين | مدافع  | لوكاس أسيفيدو (معار إلى نادي بالستينو إلى ديسمبر 2020)      |
| —     | الأرجنتين | مهاجم  | خوان باوزا (معار إلى ميركوريا سيوك إلى 30 يونيو 2021)       |
| —     | الأرجنتين | مهاجم  | نيكولاس ليغيزامون (معار إلى ديفنسا خوستيكا إلى ديسمبر 2021) |

## المدربين
- أنطونيو محمد (2008–10)[11]
- فرناندو جامبوا (2010–11?)[12]
- ماريو شياكوا (2011?–12)[13]
- روبيرتو سينسيني (2012–13)[14]
- روبين فوريستيلو (2013)[15][16]
- دييجو ماريو فرانسيسكو أوسيلا (2014)[17][18]

## الإنجازات
- ريميرا ب : 1965
- بطولة الشرف [م 1] : 1950 [19][20]